# Плохова, Клавдия Степановна
Клавдия Степановна Плохова (1924, село Серединово, Шарлыкский район, Оренбургская губерния) — Герой Социалистического Труда, трактористка совхоза «Кутузовский».

## Биография
Родилась в 1924 году в селе Серединово Шарлыкского района Оренбургской области в крестьянской семье.
Окончив неполную среднюю школу в 1941 году, пошла осваивать профессию тракториста. После окончания курсов начала работать в тракторной бригаде Сарманайской машинно-тракторной станции (МТС) Шарлыкского района Чкаловской (ныне Оренбургской) области. На базе Сарманайской МТС в дальнейшем был образован совхоз «Кутузовский», в котором она 33 года трудилась трактористкой, став механизатором высокого класса.
Освоив трактор, работала в тракторной бригаде, выполняя по две нормы, а в годы войны и больше. Став лучшей трактористкой не только района, но и области, Клавдия всегда качественно обрабатывала поля, поэтому урожай её участка был на 5-6 центнеров выше, чем средний по совхозу.
Указом Президиума Верховного Совета СССР от 8 апреля 1971 года за успехи, достигнутые в развитии сельскохозяйственного производства и выполнении пятилетнего плана продажи государству продуктов земледелия и животноводства, Плоховой Клавдии Степановне присвоено звание Героя Социалистического Труда с вручением ордена Ленина и золотой медали «Серп и Молот».
С 1975 года – персональный пенсионер союзного значения.
Умерла 15 июля 2007 года. Похоронена на Южном кладбище города Оренбург.

## Награды
За долгие годы работы была неоднократно награждена:
- орден Трудового Красного Знамени;
- медаль «В ознаменование 100-летия со дня рождения Владимира Ильича Ленина»;
- 08.04.1971 — звание Герой Социалистического Труда с золотой медалью Серп и Молот и орден Ленина «за развитие сельскохозяйственного производства и выполнении пятилетнего плана продажи государству продуктов земледелия и животноводства».